# Landolphia platyclada
Landolphia platyclada là một loài thực vật có hoa trong họ La bố ma. Loài này được Hochr. mô tả khoa học đầu tiên năm 1908.